# Czarna pedagogika
Czarna pedagogika – jedno z pojęć w pedagogice obejmujące nurt badań nad wpływem przemocy psychicznej na umysł dziecka.
Nurt został zapoczątkowany przez szwajcarską psychoanalityk polskiego pochodzenia, Alice Miller, w roku 1980 wraz z opublikowaniem jej książki Am Anfang war Erziehung. Studium biograficzne nad przemocą psychiczną, którą wychowawcy doświadczyli we wczesnym dzieciństwie, a następnie nieświadomi tego faktu, stosowali ją wobec wychowanków, pokazały wyraźnie występowanie zjawiska dziedziczenia postaw dyskryminacyjnych. Od tamtej pory powszechne stały się badania nad negatywnym wpływem niektórych teorii oraz praktyk wychowawczych, utrwalających formy i mechanizmy represjonowania dzieci, oprócz Alice Miller prowadzone m.in. przez K. Rutschky, E. von Braunmühl, S. Forward, K. J. Stettbacher, H. von Schoenebeck.
Czarna pedagogika miała niemały wpływ na rozwój ruchu na rzecz praw dziecka i descholaryzację społeczeństw.